# Antoni Opolski
Antoni Opolski (né le 11 juin 1913 à Rozwadów, en Ukraine - mort le 17 mars 2014) est un physicien et astronome polonais.
Après la Seconde Guerre mondiale, il a travaillé à l'observatoire astronomique de l'université de Wrocław. Il a pris sa retraite en 1983.
Il meurt à Wrocław, en Pologne, le 17 mars 2014. Ses funérailles se sont tenues le 22 mars.